# Finländska mästerskapet i fotboll 1927
Finländska mästerskapet i fotboll 1927 vanns av HPS Helsingfors.

## Finalomgång

### Semifinaler
| Reipas Viborg   | IFK Helsingfors | 4-3 |
| HPS Helsingfors | TaPa Tampere    | 2-1 |

### Final
| HPS Helsingfors | Reipas Viborg | 6-0 |

- HPS Helsingfors finländska mästare i fotboll 1927.